# Serie A 1987-1988
La Serie A 1987-1988 è stata l'86ª edizione della massima serie del campionato italiano di calcio (la 56ª a girone unico e l'ultima a 16 squadre), disputata tra il 13 settembre 1987 e il 15 maggio 1988 e conclusa con la vittoria del Milan, al suo undicesimo titolo.
Capocannoniere del torneo è stato Diego Armando Maradona (Napoli) con 15 reti.

## Stagione

### Novità
Con la decisione di aumentare, dalla stagione 1988-1989, il numero di partecipanti a 18, per quest'edizione del campionato le retrocessioni furono solo due.
In estate la giustizia sportiva sanzionò l'Empoli, che proprio l'anno prima aveva esordito in Serie A anche grazie alla condanna di altre società: i toscani, coinvolti in uno scandalo su alcune partite truccate, vennero penalizzati di cinque punti.

### Calciomercato

All'esordio in Serie A, il tecnico Arrigo Sacchi riportò il al successo anche grazie alle novità del suo credo zonista.

Il torneo 1987-1988 segnò la seconda "riapertura" delle frontiere, provvisoriamente chiuse dall'estate del 1984: ogni società del campionato riacquisì il diritto di prelevare calciatori stranieri da divisioni estere, fermo restando il tetto massimo di due tesseramenti per squadra.
Silvio Berlusconi, patron del Milan, portò nel calcio stili e metodi operativi nuovi: cercò in Europa la migliore coppia di stranieri, trovandola negli olandesi Gullit e Van Basten; come tecnico scelse invece l'emergente Arrigo Sacchi, proveniente dalle buone stagioni al Parma e che, pur essendo all'esordio assoluto in Serie A, pochi mesi prima ne aveva destato l'interesse dopo avere eliminato proprio i più quotati rossoneri dagli ottavi di finale della Coppa Italia, violando San Siro.
La Roma, che riabbracciò Nils Liedholm, cedette il capitano Ancelotti al Milan, rivoluzionò la difesa con l'arrivo del giovane Signorini e di Collovati, mentre in attacco puntò sul tedesco Völler; inoltre generò proteste, nella tifoseria giallorossa, l'acquisto dell'ex laziale Manfredonia. La Fiorentina, orfana della bandiera Antognoni, con il nuovo allenatore Eriksson si affidò al centrale svedese Hysén per la difesa a zona, mentre la Sampdoria non cambiò faccia affidandosi ai talenti già in rosa, su tutti l'ormai rodata coppia Mancini-Vialli.
La Juventus, preso atto dell'addio di Platini al calcio giocato, confermò il tecnico Rino Marchesi e acquistò i mestieranti Magrin e De Agostini; realizzò inoltre quello che sulla carta era il "colpo" dell'estate, portando a Torino il prolifico attaccante del Liverpool, il gallese Rush il quale, tuttavia, non riuscirà a lasciare il segno nel calcio italiano. L'Inter di Trapattoni si affidò al belga Scifo e al ritorno di Serena, mentre il Napoli campione in carica si rafforzò ulteriormente con l'acquisto del brasiliano Careca: affiancato a Maradona e Giordano, nacque il trio d'attacco "Ma.Gi.Ca.".

### Avvenimenti

#### Girone di andata

Da sinistra: Bruno Giordano, il neoacquisto Careca e Diego Armando Maradona – capocannoniere con 15 gol –, ovvero il prolifico tridente d'attacco "Ma.Gi.Ca." del.

Il campionato iniziò il 13 settembre 1987 sotto il segno del Napoli, che vinse le prime cinque partite andando subito in fuga. Inizialmente la Sampdoria provò a inseguire, ma con passo non abbastanza deciso per tenere testa ai campani: il 17 gennaio 1988 a Genova, al giro di boa, un gol di Maradona nel finale laureò i suoi campioni d'inverno e pose fine alle velleità blucerchiate.
In precedenza, il 3 dello stesso mese il Milan aveva avanzato la sua candidatura infliggendo un secco 4-1 a San Siro proprio al Napoli, avvicinandosi a tre punti dalla vetta; la corsa rossonera, tuttavia, risultava frenata in questa fase dall'infortunio che in ottobre aveva colpito il suo numero nove Van Basten, costretto a fermarsi per i successivi sei mesi.

Il neopromosso Pescara conseguì la prima e fin qui unica salvezza della sua storia in Serie A.

Frattanto la prima fase del campionato si era segnalata anche per dei censurabili episodi di violenza. A metà dicembre, a pochi secondi dal calcio d'inizio del secondo tempo di Milan-Roma, due petardi partiti dalla curva rossonera avevano fatto perdere i sensi al portiere giallorosso Tancredi, sostituito dal diciassettenne e promettente Peruzzi: nonostante la partita fosse stata vinta sul campo dai lombardi, grazie a un rigore di Virdis, la rete non avrà alcun valore poiché la Disciplinare decreterà il successo per 2-0 della formazione capitolina. Analoghi provvedimenti erano stati precedentemente presi contro il Pisa, in occasione della gara interna col Napoli, e la Juventus allorché ospitò il Cesena, sempre per lanci di oggetti dagli spalti che avevano colpito giocatori delle squadre ospiti.

#### Girone di ritorno

Un frangente della gara-scudetto tra Napoli e Milan del 1º maggio 1988 (2-3), che indirizzò il titolo verso Milano.

Il Napoli continuò la sua corsa in vetta nella tornata di ritorno, arrivando il 14 febbraio ad accumulare un vantaggio di cinque punti sul Milan, secondo in graduatoria. Il 10 aprile, a cinque giornate alla fine, gli azzurri conducevano ancora con quattro punti di vantaggio sui rossoneri, che non avevano saputo approfittare appieno di alcuni tentennamenti della capolista nei due mesi precedenti.
Ma il Milan, a partire dalla settimana successiva, sfruttò il calo atletico di cui furono vittime i partenopei e, anche sospinto dal ritorno in campo di Van Basten, inanellò tre successi che si rivelarono decisivi: il 17 aprile i lombardi vinsero a Roma, mentre i campani perdevano a Torino di fronte alla Juventus; il 24 fecero loro il derby milanese mentre i rivali pareggiavano a Verona; infine il 1º maggio, nello scontro diretto del San Paolo, vanificarono definitivamente le residue ambizioni di riconferma dei detentori, imponendosi per 3-2 grazie alla doppietta di Virdis e a un gol di Van Basten.

La punta Ian Rush deluse le attese di una che ottenne il pass europeo solo tramite spareggio.

La crisi del Napoli, aggravata da una spaccatura all'interno dello spogliatoio fra una parte della squadra – i cosiddetti "ribelli di maggio" – e il tecnico Ottavio Bianchi, portò i campioni in carica allo sbando: i partenopei, che avevano perso solo due partite nelle prime 25 giornate, caddero per 4 volte negli ultimi cinque turni e ottennero solo un punto sui 10 disponibili. All'ultima giornata al Milan bastò un pareggio a Como, il 15 maggio, per festeggiare uno scudetto che mancava da nove anni.
Pur se rimarrà l'unico titolo nazionale dell'era Sacchi, questo campionato segnò la rinascita di un Milan reduce da anni difficili sul piano sportivo e ancor più societario: la squadra rossonera trovò la sua forza in una difesa a zona che subì 14 gol in 30 partite, di cui solo dodici sul campo (per via della sconfitta a tavolino con la Roma), e che, oltre a rilanciare in nazionale il veterano e capitano Franco Baresi, propose in maglia azzurra anche giovani di sicuro avvenire come Costacurta e Paolo Maldini.
Le retrocessioni furono solamente due, dato che la FIGC optò per un allargamento del campionato a diciotto squadre, ventuno anni dopo la precedente riforma (1967). Vana risultò la lotta del penalizzato Empoli, mentre diverso fu il destino di un'altra toscana, il Pisa, che si salvò in extremis a scapito dell'Avellino: gli irpini, tra le provinciali di riferimento della Serie A di questo decennio, tornarono così tra i cadetti dopo dieci stagioni. Oltre al Pisa si salvarono anche le altre due neopromosse, il Cesena e il Pescara. Infine, quale ultima appendice del campionato, uno spareggio per l'ammissione alla Coppa UEFA pose di fronte Juventus e Torino per una stracittadina che i bianconeri vinsero ai tiri di rigore.

## Squadre partecipanti
| Club       | Stagione | Città         | Stadio                         | Stagione precedente           |
| ---------- | -------- | ------------- | ------------------------------ | ----------------------------- |
| Ascoli     | dettagli | Ascoli Piceno | Stadio Cino e Lillo Del Duca   | 12º posto in Serie A          |
| Avellino   | dettagli | Avellino      | Stadio Partenio                | 8º posto in Serie A           |
| Cesena     | dettagli | Cesena        | Stadio Dino Manuzzi            | 3º posto in Serie B, promosso |
| Como       | dettagli | Como          | Stadio Giuseppe Sinigaglia     | 10º posto in Serie A          |
| Empoli     | dettagli | Empoli        | Stadio Carlo Castellani        | 13º posto in Serie A          |
| Fiorentina | dettagli | Firenze       | Stadio Artemio Franchi         | 11º posto in Serie A          |
| Inter      | dettagli | Milano        | Stadio Giuseppe Meazza         | 3º posto in Serie A           |
| Juventus   | dettagli | Torino        | Stadio Comunale Vittorio Pozzo | 2º posto in Serie A           |
| Milan      | dettagli | Milano        | Stadio Giuseppe Meazza         | 5º posto in Serie A           |
| Napoli     | dettagli | Napoli        | Stadio San Paolo               | 1º posto in Serie A           |
| Pescara    | dettagli | Pescara       | Stadio Adriatico               | 1º posto in Serie B, promosso |
| Pisa       | dettagli | Pisa          | Stadio Arena Garibaldi         | 2º posto in Serie B, promosso |
| Roma       | dettagli | Roma          | Stadio Olimpico                | 7º posto in Serie A           |
| Sampdoria  | dettagli | Genova        | Stadio Luigi Ferraris          | 6º posto in Serie A           |
| Torino     | dettagli | Torino        | Stadio Comunale Vittorio Pozzo | 9º posto in Serie A           |
| Verona     | dettagli | Verona        | Stadio Marcantonio Bentegodi   | 4º posto in Serie A           |

## Allenatori e primatisti
| Squadra    | Allenatore                                        | Calciatore più presente                                                | Cannoniere                                                    |
| ---------- | ------------------------------------------------- | ---------------------------------------------------------------------- | ------------------------------------------------------------- |
| Ascoli     | Ilario Castagner                                  | Andrea Pazzagli, Lorenzo Scarafoni (30)                                | Lorenzo Scarafoni (7)                                         |
| Avellino   | Luís Vinício (1ª-5ª) Eugenio Bersellini (6ª-30ª)  | Alessandro Bertoni (30)                                                | Walter Schachner (9)                                          |
| Cesena     | Alberto Bigon                                     | Ruggiero Rizzitelli (30)                                               | Giuseppe Lorenzo, Ruggiero Rizzitelli (5)                     |
| Como       | Aldo Agroppi (1ª-13ª) Tarcisio Burgnich (14ª-30ª) | Mario Paradisi (30)                                                    | Dan Corneliusson (6)                                          |
| Empoli     | Gaetano Salvemini                                 | Giulio Drago (30)                                                      | Enrico Cucchi (8)                                             |
| Fiorentina | Sergio Santarini e Sven-Göran Eriksson (D.T.)     | Glenn Hysén, Marco Landucci (30)                                       | Ramón Díaz (7)                                                |
| Inter      | Giovanni Trapattoni                               | Giuseppe Baresi (29)                                                   | Alessandro Altobelli (9)                                      |
| Juventus   | Rino Marchesi                                     | Stefano Tacconi (30)                                                   | Ian Rush (7)                                                  |
| Milan      | Arrigo Sacchi                                     | Filippo Galli, Giovanni Galli (30)                                     | Pietro Paolo Virdis (11)                                      |
| Napoli     | Ottavio Bianchi                                   | Fernando De Napoli, Giovanni Francini (30)                             | Diego Armando Maradona (15)                                   |
| Pescara    | Giovanni Galeone                                  | Cristiano Bergodi, Rocco Pagano (29)                                   | Blaž Slišković (8)                                            |
| Pisa       | Giuseppe Materazzi                                | Alessandro Nista (30)                                                  | Daniele Bernazzani, Davide Lucarelli, Lamberto Piovanelli (3) |
| Roma       | Angelo Benedicto Sormani e Nils Liedholm (D.T.)   | Franco Tancredi, Antonio Tempestilli (30)                              | Giuseppe Giannini (11)                                        |
| Sampdoria  | Narciso Pezzotti e Vujadin Boškov (D.T.)          | Luca Fusi, Roberto Mancini, Fausto Pari, Gianluca Vialli (30)          | Gianluca Vialli (10)                                          |
| Torino     | Luigi Radice                                      | Fabrizio Lorieri, Ezio Rossi (30)                                      | Anton Polster (9)                                             |
| Verona     | Osvaldo Bagnoli                                   | Silvano Fontolan, Giuliano Giuliani, Marco Pacione, Roberto Soldà (29) | Preben Elkjær Larsen (7)                                      |

## Classifica finale
|        | Pos. | Squadra     | Pt | G  | V  | N  | P  | GF | GS | DR  |
| ------ | ---- | ----------- | -- | -- | -- | -- | -- | -- | -- | --- |
|        | 1.   | Milan       | 45 | 30 | 17 | 11 | 2  | 43 | 14 | +29 |
|        | 2.   | Napoli      | 42 | 30 | 18 | 6  | 6  | 55 | 27 | +28 |
|        | 3.   | Roma        | 38 | 30 | 15 | 8  | 7  | 39 | 26 | +13 |
| [ 23 ] | 4.   | Sampdoria   | 37 | 30 | 13 | 11 | 6  | 41 | 30 | +11 |
|        | 5.   | Inter       | 32 | 30 | 11 | 10 | 9  | 42 | 35 | +7  |
|        | 6.   | Juventus    | 31 | 30 | 11 | 9  | 10 | 35 | 30 | +5  |
|        | 7.   | Torino      | 31 | 30 | 8  | 15 | 7  | 33 | 30 | +3  |
|        | 8.   | Fiorentina  | 28 | 30 | 9  | 10 | 11 | 29 | 33 | -4  |
|        | 9.   | Cesena      | 26 | 30 | 7  | 12 | 11 | 23 | 32 | -9  |
|        | 10.  | Como        | 25 | 30 | 6  | 13 | 11 | 22 | 37 | -15 |
|        | 11.  | Verona      | 25 | 30 | 7  | 11 | 12 | 23 | 30 | -7  |
|        | 12.  | Ascoli      | 24 | 30 | 6  | 12 | 12 | 30 | 37 | -7  |
|        | 13.  | Pisa        | 24 | 30 | 6  | 12 | 12 | 23 | 30 | -7  |
|        | 14.  | Pescara     | 24 | 30 | 8  | 8  | 14 | 27 | 44 | -17 |
|        | 15.  | Avellino    | 23 | 30 | 5  | 13 | 12 | 19 | 39 | -20 |
|        | 16.  | Empoli (-5) | 20 | 30 | 6  | 13 | 11 | 20 | 30 | -10 |

Legenda:
      Campione d'Italia e qualificato in Coppa dei Campioni 1988-1989.
      Qualificate in Coppa UEFA 1988-1989.
      Qualificata in Coppa delle Coppe 1988-1989.
      Retrocessi in Serie B 1988-1989.
Regolamento:
Due punti a vittoria, uno a pareggio, zero a sconfitta.
A parità di punti valeva la classifica avulsa, eccetto per l'assegnazione dello scudetto, dei posti salvezza-retrocessione e qualificazione-esclusione dalla Coppa UEFA per i quali era previsto uno spareggio.
Note:
La Juventus, a pari merito con il Torino, ha ottenuto il sesto posto dopo spareggio.
L'Empoli ha scontato 5 punti di penalizzazione a causa di illecito sportivo.

### Squadra campione
| Formazione tipo | Giocatori (presenze)     |
| --- | ------------------------ |
| G. Galli Tassotti F. Galli Baresi Maldini Donadoni Colombo Ancelotti Evani Virdis Gullit | Giovanni Galli (30)      |
| G. Galli Tassotti F. Galli Baresi Maldini Donadoni Colombo Ancelotti Evani Virdis Gullit | Mauro Tassotti (28)      |
| G. Galli Tassotti F. Galli Baresi Maldini Donadoni Colombo Ancelotti Evani Virdis Gullit | Filippo Galli (30)       |
| G. Galli Tassotti F. Galli Baresi Maldini Donadoni Colombo Ancelotti Evani Virdis Gullit | Franco Baresi (27)       |
| G. Galli Tassotti F. Galli Baresi Maldini Donadoni Colombo Ancelotti Evani Virdis Gullit | Paolo Maldini (26)       |
| G. Galli Tassotti F. Galli Baresi Maldini Donadoni Colombo Ancelotti Evani Virdis Gullit | Angelo Colombo (26)      |
| G. Galli Tassotti F. Galli Baresi Maldini Donadoni Colombo Ancelotti Evani Virdis Gullit | Carlo Ancelotti (27)     |
| G. Galli Tassotti F. Galli Baresi Maldini Donadoni Colombo Ancelotti Evani Virdis Gullit | Roberto Donadoni (29)    |
| G. Galli Tassotti F. Galli Baresi Maldini Donadoni Colombo Ancelotti Evani Virdis Gullit | Alberico Evani (27)      |
| G. Galli Tassotti F. Galli Baresi Maldini Donadoni Colombo Ancelotti Evani Virdis Gullit | Pietro Paolo Virdis (25) |
| G. Galli Tassotti F. Galli Baresi Maldini Donadoni Colombo Ancelotti Evani Virdis Gullit | Ruud Gullit (29)         |
| Altri giocatori: Daniele Massaro (26), Mario Bortolazzi (13), Roberto Mussi (11), Marco van Basten (11), Alessandro Costacurta (7), Walter Bianchi (3), Rufo Emiliano Verga (3), Massimiliano Cappellini (2), Graziano Mannari (1). |                          |

## Risultati

### Tabellone
|            | ASC  | AVE  | CES  | COM  | EMP  | FIO  | INT  | JUV  | MIL  | NAP  | PES  | PIS  | ROM  | SAM  | TOR  | VER  |
| ---------- | ---- | ---- | ---- | ---- | ---- | ---- | ---- | ---- | ---- | ---- | ---- | ---- | ---- | ---- | ---- | ---- |
| Ascoli     | –––– | 2-0  | 0-0  | 0-0  | 2-0  | 3-0  | 2-1  | 1-1  | 1-1  | 1-3  | 2-1  | 2-2  | 1-1  | 1-1  | 3-0  | 1-1  |
| Avellino   | 1-1  | –––– | 1-1  | 1-1  | 1-0  | 1-1  | 1-3  | 1-0  | 0-0  | 0-1  | 1-1  | 1-0  | 2-3  | 1-2  | 2-1  | 1-0  |
| Cesena     | 1-0  | 1-1  | –––– | 3-0  | 1-1  | 1-0  | 2-2  | 0-0  | 0-0  | 0-1  | 0-1  | 1-1  | 0-0  | 2-0  | 0-0  | 1-0  |
| Como       | 3-1  | 0-0  | 2-0  | –––– | 3-2  | 1-0  | 1-2  | 1-1  | 1-1  | 0-0  | 2-1  | 0-0  | 0-1  | 0-1  | 0-0  | 1-1  |
| Empoli     | 2-0  | 0-0  | 2-2  | 1-1  | –––– | 0-0  | 1-1  | 1-0  | 0-0  | 0-0  | 3-2  | 0-1  | 2-1  | 2-2  | 0-0  | 1-0  |
| Fiorentina | 1-0  | 2-1  | 3-1  | 1-1  | 0-0  | –––– | 1-2  | 1-1  | 1-1  | 3-2  | 4-0  | 0-0  | 1-0  | 1-1  | 1-0  | 0-0  |
| Inter      | 2-2  | 1-1  | 2-0  | 1-0  | 2-0  | 3-0  | –––– | 2-1  | 0-1  | 1-1  | 0-2  | 2-1  | 4-2  | 3-1  | 0-1  | 1-1  |
| Juventus   | 1-0  | 3-0  | 0-2  | 1-0  | 4-0  | 1-2  | 1-0  | –––– | 0-1  | 3-1  | 3-1  | 2-1  | 1-0  | 1-1  | 2-1  | 0-0  |
| Milan      | 2-0  | 3-0  | 3-0  | 5-0  | 1-0  | 0-2  | 2-0  | 0-0  | –––– | 4-1  | 2-0  | 1-0  | 0-2  | 2-1  | 0-0  | 0-0  |
| Napoli     | 2-1  | 4-0  | 2-0  | 3-0  | 2-1  | 4-0  | 1-0  | 2-1  | 2-3  | –––– | 6-0  | 2-1  | 1-2  | 1-2  | 3-1  | 4-1  |
| Pescara    | 0-0  | 2-0  | 1-0  | 2-0  | 0-0  | 1-1  | 1-1  | 2-0  | 0-2  | 0-1  | –––– | 2-1  | 0-0  | 0-0  | 2-2  | 3-0  |
| Pisa       | 1-1  | 0-0  | 1-0  | 1-1  | 0-0  | 2-1  | 2-1  | 1-2  | 1-3  | 0-2  | 2-0  | –––– | 1-1  | 0-1  | 2-0  | 0-0  |
| Roma       | 3-0  | 0-0  | 2-0  | 3-1  | 1-0  | 2-1  | 3-2  | 2-0  | 0-2  | 1-1  | 5-1  | 1-0  | –––– | 0-2  | 1-1  | 1-0  |
| Sampdoria  | 2-0  | 2-0  | 4-1  | 3-0  | 2-0  | 1-0  | 1-1  | 2-2  | 1-1  | 0-1  | 2-1  | 0-0  | 0-0  | –––– | 1-1  | 3-1  |
| Torino     | 2-1  | 0-0  | 2-2  | 1-1  | 0-1  | 2-1  | 1-1  | 2-2  | 1-1  | 0-0  | 2-0  | 3-1  | 2-0  | 4-1  | –––– | 1-1  |
| Verona     | 2-1  | 4-1  | 0-1  | 0-1  | 1-0  | 1-0  | 1-1  | 2-1  | 0-1  | 1-1  | 2-0  | 0-0  | 0-1  | 3-1  | 0-2  | –––– |

### Calendario
| andata (1ª) | andata (1ª) | 1ª giornata       | ritorno (16ª) | ritorno (16ª) |
|             |             |                   |               |               |
| 13 set.     | 1-1         | Ascoli-Roma       | 0-3           | 24 gen.       |
| 13 set.     | 2-1         | Avellino-Torino   | 0-0           | 24 gen.       |
| 13 set.     | 0-1         | Cesena-Napoli     | 0-2           | 24 gen.       |
| 13 set.     | 0-0         | Fiorentina-Verona | 0-1           | 24 gen.       |
| 13 set.     | 0-2         | Inter-Pescara     | 1-1           | 24 gen.       |
| 13 set.     | 1-0         | Juventus-Como     | 1-1           | 24 gen.       |
| 13 set.     | 1-3         | Pisa-Milan        | 0-1           | 24 gen.       |
| 13 set.     | 2-0         | Sampdoria-Empoli  | 2-2           | 24 gen.       |

| andata (2ª) | andata (2ª) | 2ª giornata      | ritorno (17ª) | ritorno (17ª) |
|             |             |                  |               |               |
| 20 set.     | 1-2         | Como-Inter       | 0-1           | 31 gen.       |
| 20 set.     | 1-0         | Empoli-Juventus  | 0-4           | 31 gen.       |
| 20 set.     | 0-2         | Milan-Fiorentina | 1-1           | 31 gen.       |
| 20 set.     | 2-1         | Napoli-Ascoli    | 3-1           | 31 gen.       |
| 20 set.     | 2-1         | Pescara-Pisa     | 0-2           | 31 gen.       |
| 20 set.     | 2-0         | Roma-Cesena      | 0-0           | 31 gen.       |
| 20 set.     | 4-1         | Torino-Sampdoria | 1-1           | 31 gen.       |
| 20 set.     | 4-1         | Verona-Avellino  | 0-1           | 31 gen.       |

| andata (1ª) | andata (1ª) | 1ª giornata       | ritorno (16ª) | ritorno (16ª) |
|             |             |                   |               |               |
| 13 set.     | 1-1         | Ascoli-Roma       | 0-3           | 24 gen.       |
| 13 set.     | 2-1         | Avellino-Torino   | 0-0           | 24 gen.       |
| 13 set.     | 0-1         | Cesena-Napoli     | 0-2           | 24 gen.       |
| 13 set.     | 0-0         | Fiorentina-Verona | 0-1           | 24 gen.       |
| 13 set.     | 0-2         | Inter-Pescara     | 1-1           | 24 gen.       |
| 13 set.     | 1-0         | Juventus-Como     | 1-1           | 24 gen.       |
| 13 set.     | 1-3         | Pisa-Milan        | 0-1           | 24 gen.       |
| 13 set.     | 2-0         | Sampdoria-Empoli  | 2-2           | 24 gen.       |

| andata (2ª) | andata (2ª) | 2ª giornata      | ritorno (17ª) | ritorno (17ª) |
|             |             |                  |               |               |
| 20 set.     | 1-2         | Como-Inter       | 0-1           | 31 gen.       |
| 20 set.     | 1-0         | Empoli-Juventus  | 0-4           | 31 gen.       |
| 20 set.     | 0-2         | Milan-Fiorentina | 1-1           | 31 gen.       |
| 20 set.     | 2-1         | Napoli-Ascoli    | 3-1           | 31 gen.       |
| 20 set.     | 2-1         | Pescara-Pisa     | 0-2           | 31 gen.       |
| 20 set.     | 2-0         | Roma-Cesena      | 0-0           | 31 gen.       |
| 20 set.     | 4-1         | Torino-Sampdoria | 1-1           | 31 gen.       |
| 20 set.     | 4-1         | Verona-Avellino  | 0-1           | 31 gen.       |

| andata (3ª) | andata (3ª) | 3ª giornata      | ritorno (18ª) | ritorno (18ª) |
|             |             |                  |               |               |
| 27 set.     | 3-0         | Ascoli-Torino    | 1-2           | 7 feb.        |
| 27 set.     | 2-3         | Avellino-Roma    | 0-0           | 7 feb.        |
| 27 set.     | 0-0         | Cesena-Milan     | 0-3           | 7 feb.        |
| 27 set.     | 1-1         | Fiorentina-Como  | 0-1           | 7 feb.        |
| 27 set.     | 2-0         | Inter-Empoli     | 1-1           | 7 feb.        |
| 27 set.     | 3-1         | Juventus-Pescara | 0-2           | 7 feb.        |
| 27 set.     | 0-2         | Pisa-Napoli      | 1-2           | 7 feb.        |
| 27 set.     | 3-1         | Sampdoria-Verona | 1-3           | 7 feb.        |

| andata (4ª) | andata (4ª) | 4ª giornata       | ritorno (19ª) | ritorno (19ª) |
|             |             |                   |               |               |
| 4 ott.      | 0-1         | Avellino-Napoli   | 0-4           | 14 feb.       |
| 4 ott.      | 0-1         | Como-Sampdoria    | 0-3           | 14 feb.       |
| 4 ott.      | 0-0         | Empoli-Fiorentina | 0-0           | 14 feb.       |
| 4 ott.      | 2-0         | Milan-Ascoli      | 1-1           | 14 feb.       |
| 4 ott.      | 1-0         | Pescara-Cesena    | 1-0           | 14 feb.       |
| 4 ott.      | 1-0         | Roma-Pisa         | 1-1           | 14 feb.       |
| 4 ott.      | 1-1         | Torino-Inter      | 1-0           | 14 feb.       |
| 4 ott.      | 2-1         | Verona-Juventus   | 0-0           | 14 feb.       |

| andata (3ª) | andata (3ª) | 3ª giornata      | ritorno (18ª) | ritorno (18ª) |
|             |             |                  |               |               |
| 27 set.     | 3-0         | Ascoli-Torino    | 1-2           | 7 feb.        |
| 27 set.     | 2-3         | Avellino-Roma    | 0-0           | 7 feb.        |
| 27 set.     | 0-0         | Cesena-Milan     | 0-3           | 7 feb.        |
| 27 set.     | 1-1         | Fiorentina-Como  | 0-1           | 7 feb.        |
| 27 set.     | 2-0         | Inter-Empoli     | 1-1           | 7 feb.        |
| 27 set.     | 3-1         | Juventus-Pescara | 0-2           | 7 feb.        |
| 27 set.     | 0-2         | Pisa-Napoli      | 1-2           | 7 feb.        |
| 27 set.     | 3-1         | Sampdoria-Verona | 1-3           | 7 feb.        |

| andata (4ª) | andata (4ª) | 4ª giornata       | ritorno (19ª) | ritorno (19ª) |
|             |             |                   |               |               |
| 4 ott.      | 0-1         | Avellino-Napoli   | 0-4           | 14 feb.       |
| 4 ott.      | 0-1         | Como-Sampdoria    | 0-3           | 14 feb.       |
| 4 ott.      | 0-0         | Empoli-Fiorentina | 0-0           | 14 feb.       |
| 4 ott.      | 2-0         | Milan-Ascoli      | 1-1           | 14 feb.       |
| 4 ott.      | 1-0         | Pescara-Cesena    | 1-0           | 14 feb.       |
| 4 ott.      | 1-0         | Roma-Pisa         | 1-1           | 14 feb.       |
| 4 ott.      | 1-1         | Torino-Inter      | 1-0           | 14 feb.       |
| 4 ott.      | 2-1         | Verona-Juventus   | 0-0           | 14 feb.       |

| andata (5ª) | andata (5ª) | 5ª giornata         | ritorno (20ª) | ritorno (20ª) |
|             |             |                     |               |               |
| 11 ott.     | 2-0         | Ascoli-Empoli       | 0-2           | 28 feb.       |
| 11 ott.     | 0-0         | Cesena-Torino       | 2-2           | 28 feb.       |
| 11 ott.     | 2-1         | Fiorentina-Avellino | 1-1           | 28 feb.       |
| 11 ott.     | 1-1         | Inter-Verona        | 1-1           | 28 feb.       |
| 11 ott.     | 1-0         | Juventus-Roma       | 0-2           | 28 feb.       |
| 11 ott.     | 6-0         | Napoli-Pescara      | 1-0           | 28 feb.       |
| 11 ott.     | 1-1         | Pisa-Como           | 0-0           | 28 feb.       |
| 11 ott.     | 1-1         | Sampdoria-Milan     | 1-2           | 28 feb.       |

| andata (6ª) | andata (6ª) | 6ª giornata       | ritorno (21ª) | ritorno (21ª) |
|             |             |                   |               |               |
| 25 ott.     | 1-1         | Avellino-Cesena   | 1-1           | 6 mar.        |
| 25 ott.     | 3-1         | Como-Ascoli       | 0-0           | 6 mar.        |
| 25 ott.     | 0-1         | Empoli-Pisa       | 0-0           | 6 mar.        |
| 25 ott.     | 2-1         | Inter-Juventus    | 0-1           | 6 mar.        |
| 25 ott.     | 0-0         | Pescara-Sampdoria | 1-2           | 6 mar.        |
| 25 ott.     | 1-1         | Roma-Napoli       | 2-1           | 6 mar.        |
| 25 ott.     | 2-1         | Torino-Fiorentina | 0-1           | 6 mar.        |
| 25 ott.     | 0-1         | Verona-Milan      | 0-0           | 6 mar.        |

| andata (5ª) | andata (5ª) | 5ª giornata         | ritorno (20ª) | ritorno (20ª) |
|             |             |                     |               |               |
| 11 ott.     | 2-0         | Ascoli-Empoli       | 0-2           | 28 feb.       |
| 11 ott.     | 0-0         | Cesena-Torino       | 2-2           | 28 feb.       |
| 11 ott.     | 2-1         | Fiorentina-Avellino | 1-1           | 28 feb.       |
| 11 ott.     | 1-1         | Inter-Verona        | 1-1           | 28 feb.       |
| 11 ott.     | 1-0         | Juventus-Roma       | 0-2           | 28 feb.       |
| 11 ott.     | 6-0         | Napoli-Pescara      | 1-0           | 28 feb.       |
| 11 ott.     | 1-1         | Pisa-Como           | 0-0           | 28 feb.       |
| 11 ott.     | 1-1         | Sampdoria-Milan     | 1-2           | 28 feb.       |

| andata (6ª) | andata (6ª) | 6ª giornata       | ritorno (21ª) | ritorno (21ª) |
|             |             |                   |               |               |
| 25 ott.     | 1-1         | Avellino-Cesena   | 1-1           | 6 mar.        |
| 25 ott.     | 3-1         | Como-Ascoli       | 0-0           | 6 mar.        |
| 25 ott.     | 0-1         | Empoli-Pisa       | 0-0           | 6 mar.        |
| 25 ott.     | 2-1         | Inter-Juventus    | 0-1           | 6 mar.        |
| 25 ott.     | 0-0         | Pescara-Sampdoria | 1-2           | 6 mar.        |
| 25 ott.     | 1-1         | Roma-Napoli       | 2-1           | 6 mar.        |
| 25 ott.     | 2-1         | Torino-Fiorentina | 0-1           | 6 mar.        |
| 25 ott.     | 0-1         | Verona-Milan      | 0-0           | 6 mar.        |

| andata (7ª) | andata (7ª) | 7ª giornata        | ritorno (22ª) | ritorno (22ª) |
|             |             |                    |               |               |
| 1° nov.     | 1-1         | Ascoli-Verona      | 1-2           | 13 mar.       |
| 1° nov.     | 4-0         | Fiorentina-Pescara | 1-1           | 13 mar.       |
| 1° nov.     | 3-0         | Juventus-Avellino  | 0-1           | 13 mar.       |
| 1° nov.     | 0-0         | Milan-Torino       | 1-1           | 13 mar.       |
| 1° nov.     | 2-1         | Napoli-Empoli      | 0-0           | 13 mar.       |
| 1° nov.     | 2-1         | Pisa-Inter         | 1-2           | 13 mar.       |
| 1° nov.     | 3-1         | Roma-Como          | 1-0           | 13 mar.       |
| 1° nov.     | 4-1         | Sampdoria-Cesena   | 0-2           | 13 mar.       |

| andata (8ª) | andata (8ª) | 8ª giornata        | ritorno (23ª) | ritorno (23ª) |
|             |             |                    |               |               |
| 8 nov.      | 1-2         | Avellino-Sampdoria | 0-2           | 20 mar.       |
| 8 nov.      | 1-0         | Cesena-Fiorentina  | 1-3           | 20 mar.       |
| 8 nov.      | 0-0         | Como-Napoli        | 0-3           | 20 mar.       |
| 8 nov.      | 2-1         | Empoli-Roma        | 0-1           | 20 mar.       |
| 8 nov.      | 2-2         | Inter-Ascoli       | 1-2           | 20 mar.       |
| 8 nov.      | 0-2         | Pescara-Milan      | 0-2           | 20 mar.       |
| 8 nov.      | 1-2         | Pisa-Juventus      | 1-2           | 20 mar.       |
| 8 nov.      | 1-1         | Torino-Verona      | 2-0           | 20 mar.       |

| andata (7ª) | andata (7ª) | 7ª giornata        | ritorno (22ª) | ritorno (22ª) |
|             |             |                    |               |               |
| 1° nov.     | 1-1         | Ascoli-Verona      | 1-2           | 13 mar.       |
| 1° nov.     | 4-0         | Fiorentina-Pescara | 1-1           | 13 mar.       |
| 1° nov.     | 3-0         | Juventus-Avellino  | 0-1           | 13 mar.       |
| 1° nov.     | 0-0         | Milan-Torino       | 1-1           | 13 mar.       |
| 1° nov.     | 2-1         | Napoli-Empoli      | 0-0           | 13 mar.       |
| 1° nov.     | 2-1         | Pisa-Inter         | 1-2           | 13 mar.       |
| 1° nov.     | 3-1         | Roma-Como          | 1-0           | 13 mar.       |
| 1° nov.     | 4-1         | Sampdoria-Cesena   | 0-2           | 13 mar.       |

| andata (8ª) | andata (8ª) | 8ª giornata        | ritorno (23ª) | ritorno (23ª) |
|             |             |                    |               |               |
| 8 nov.      | 1-2         | Avellino-Sampdoria | 0-2           | 20 mar.       |
| 8 nov.      | 1-0         | Cesena-Fiorentina  | 1-3           | 20 mar.       |
| 8 nov.      | 0-0         | Como-Napoli        | 0-3           | 20 mar.       |
| 8 nov.      | 2-1         | Empoli-Roma        | 0-1           | 20 mar.       |
| 8 nov.      | 2-2         | Inter-Ascoli       | 1-2           | 20 mar.       |
| 8 nov.      | 0-2         | Pescara-Milan      | 0-2           | 20 mar.       |
| 8 nov.      | 1-2         | Pisa-Juventus      | 1-2           | 20 mar.       |
| 8 nov.      | 1-1         | Torino-Verona      | 2-0           | 20 mar.       |

| andata (9ª) | andata (9ª) | 9ª giornata          | ritorno (24ª) | ritorno (24ª) |
|             |             |                      |               |               |
| 22 nov.     | 2-2         | Ascoli-Pisa          | 1-1           | 27 mar.       |
| 22 nov.     | 3-2         | Como-Empoli          | 1-1           | 27 mar.       |
| 22 nov.     | 1-1         | Fiorentina-Sampdoria | 0-1           | 27 mar.       |
| 22 nov.     | 0-2         | Juventus-Cesena      | 0-0           | 27 mar.       |
| 22 nov.     | 3-0         | Milan-Avellino       | 0-0           | 27 mar.       |
| 22 nov.     | 3-1         | Napoli-Torino        | 0-0           | 27 mar.       |
| 22 nov.     | 3-2         | Roma-Inter           | 2-4           | 27 mar.       |
| 22 nov.     | 2-0         | Verona-Pescara       | 0-3           | 27 mar.       |

| andata (10ª) | andata (10ª) | 10ª giornata    | ritorno (25ª) | ritorno (25ª) |
|              |              |                 |               |               |
| 29 nov.      | 1-1          | Avellino-Como   | 0-0           | 10 apr.       |
| 29 nov.      | 1-0          | Cesena-Verona   | 1-0           | 10 apr.       |
| 29 nov.      | 0-0          | Empoli-Milan    | 0-1           | 10 apr.       |
| 29 nov.      | 1-1          | Inter-Napoli    | 0-1           | 10 apr.       |
| 29 nov.      | 1-0          | Juventus-Ascoli | 1-1           | 10 apr.       |
| 29 nov.      | 2-2          | Pescara-Torino  | 0-2           | 10 apr.       |
| 29 nov.      | 2-1          | Pisa-Fiorentina | 0-0           | 10 apr.       |
| 29 nov.      | 0-0          | Sampdoria-Roma  | 2-0           | 10 apr.       |

| andata (9ª) | andata (9ª) | 9ª giornata          | ritorno (24ª) | ritorno (24ª) |
|             |             |                      |               |               |
| 22 nov.     | 2-2         | Ascoli-Pisa          | 1-1           | 27 mar.       |
| 22 nov.     | 3-2         | Como-Empoli          | 1-1           | 27 mar.       |
| 22 nov.     | 1-1         | Fiorentina-Sampdoria | 0-1           | 27 mar.       |
| 22 nov.     | 0-2         | Juventus-Cesena      | 0-0           | 27 mar.       |
| 22 nov.     | 3-0         | Milan-Avellino       | 0-0           | 27 mar.       |
| 22 nov.     | 3-1         | Napoli-Torino        | 0-0           | 27 mar.       |
| 22 nov.     | 3-2         | Roma-Inter           | 2-4           | 27 mar.       |
| 22 nov.     | 2-0         | Verona-Pescara       | 0-3           | 27 mar.       |

| andata (10ª) | andata (10ª) | 10ª giornata    | ritorno (25ª) | ritorno (25ª) |
|              |              |                 |               |               |
| 29 nov.      | 1-1          | Avellino-Como   | 0-0           | 10 apr.       |
| 29 nov.      | 1-0          | Cesena-Verona   | 1-0           | 10 apr.       |
| 29 nov.      | 0-0          | Empoli-Milan    | 0-1           | 10 apr.       |
| 29 nov.      | 1-1          | Inter-Napoli    | 0-1           | 10 apr.       |
| 29 nov.      | 1-0          | Juventus-Ascoli | 1-1           | 10 apr.       |
| 29 nov.      | 2-2          | Pescara-Torino  | 0-2           | 10 apr.       |
| 29 nov.      | 2-1          | Pisa-Fiorentina | 0-0           | 10 apr.       |
| 29 nov.      | 0-0          | Sampdoria-Roma  | 2-0           | 10 apr.       |

| andata (11ª) | andata (11ª) | 11ª giornata     | ritorno (26ª) | ritorno (26ª) |
|              |              |                  |               |               |
| 13 dic.      | 3-0          | Cesena-Como      | 0-2           | 17 apr.       |
| 13 dic.      | 1-2          | Fiorentina-Inter | 0-3           | 17 apr.       |
| 13 dic.      | 0-2          | Milan-Roma       | 2-0           | 17 apr.       |
| 13 dic.      | 2-1          | Napoli-Juventus  | 1-3           | 17 apr.       |
| 13 dic.      | 2-0          | Pescara-Avellino | 1-1           | 17 apr.       |
| 13 dic.      | 2-0          | Sampdoria-Ascoli | 1-1           | 17 apr.       |
| 13 dic.      | 0-1          | Torino-Empoli    | 0-0           | 17 apr.       |
| 13 dic.      | 0-0          | Verona-Pisa      | 0-0           | 17 apr.       |

| andata (12ª) | andata (12ª) | 12ª giornata       | ritorno (27ª) | ritorno (27ª) |
|              |              |                    |               |               |
| 20 dic.      | 3-0          | Ascoli-Fiorentina  | 0-1           | 24 apr.       |
| 20 dic.      | 0-0          | Como-Torino        | 1-1           | 24 apr.       |
| 20 dic.      | 2-2          | Empoli-Cesena      | 1-1           | 24 apr.       |
| 20 dic.      | 0-1          | Inter-Milan        | 0-2           | 24 apr.       |
| 20 dic.      | 1-1          | Juventus-Sampdoria | 2-2           | 24 apr.       |
| 20 dic.      | 4-1          | Napoli-Verona      | 1-1           | 24 apr.       |
| 20 dic.      | 0-0          | Pisa-Avellino      | 0-1           | 24 apr.       |
| 20 dic.      | 5-1          | Roma-Pescara       | 0-0           | 24 apr.       |

| andata (11ª) | andata (11ª) | 11ª giornata     | ritorno (26ª) | ritorno (26ª) |
|              |              |                  |               |               |
| 13 dic.      | 3-0          | Cesena-Como      | 0-2           | 17 apr.       |
| 13 dic.      | 1-2          | Fiorentina-Inter | 0-3           | 17 apr.       |
| 13 dic.      | 0-2          | Milan-Roma       | 2-0           | 17 apr.       |
| 13 dic.      | 2-1          | Napoli-Juventus  | 1-3           | 17 apr.       |
| 13 dic.      | 2-0          | Pescara-Avellino | 1-1           | 17 apr.       |
| 13 dic.      | 2-0          | Sampdoria-Ascoli | 1-1           | 17 apr.       |
| 13 dic.      | 0-1          | Torino-Empoli    | 0-0           | 17 apr.       |
| 13 dic.      | 0-0          | Verona-Pisa      | 0-0           | 17 apr.       |

| andata (12ª) | andata (12ª) | 12ª giornata       | ritorno (27ª) | ritorno (27ª) |
|              |              |                    |               |               |
| 20 dic.      | 3-0          | Ascoli-Fiorentina  | 0-1           | 24 apr.       |
| 20 dic.      | 0-0          | Como-Torino        | 1-1           | 24 apr.       |
| 20 dic.      | 2-2          | Empoli-Cesena      | 1-1           | 24 apr.       |
| 20 dic.      | 0-1          | Inter-Milan        | 0-2           | 24 apr.       |
| 20 dic.      | 1-1          | Juventus-Sampdoria | 2-2           | 24 apr.       |
| 20 dic.      | 4-1          | Napoli-Verona      | 1-1           | 24 apr.       |
| 20 dic.      | 0-0          | Pisa-Avellino      | 0-1           | 24 apr.       |
| 20 dic.      | 5-1          | Roma-Pescara       | 0-0           | 24 apr.       |

| andata (13ª) | andata (13ª) | 13ª giornata    | ritorno (28ª) | ritorno (28ª) |
|              |              |                 |               |               |
| 3 gen.       | 1-1          | Avellino-Ascoli | 0-2           | 1° mag.       |
| 3 gen.       | 1-1          | Cesena-Pisa     | 0-1           | 1° mag.       |
| 3 gen.       | 1-0          | Fiorentina-Roma | 1-2           | 1° mag.       |
| 3 gen.       | 4-1          | Milan-Napoli    | 3-2           | 1° mag.       |
| 3 gen.       | 2-0          | Pescara-Como    | 1-2           | 1° mag.       |
| 3 gen.       | 1-1          | Sampdoria-Inter | 1-3           | 1° mag.       |
| 3 gen.       | 2-2          | Torino-Juventus | 1-2           | 1° mag.       |
| 3 gen.       | 1-0          | Verona-Empoli   | 0-1           | 1° mag.       |

| andata (14ª) | andata (14ª) | 14ª giornata      | ritorno (29ª) | ritorno (29ª) |
|              |              |                   |               |               |
| 10 gen.      | 2-1          | Ascoli-Pescara    | 0-0           | 8 mag.        |
| 10 gen.      | 1-1          | Como-Verona       | 1-0           | 8 mag.        |
| 10 gen.      | 0-0          | Empoli-Avellino   | 0-1           | 8 mag.        |
| 10 gen.      | 2-0          | Inter-Cesena      | 2-2           | 8 mag.        |
| 10 gen.      | 0-1          | Juventus-Milan    | 0-0           | 8 mag.        |
| 10 gen.      | 4-0          | Napoli-Fiorentina | 2-3           | 8 mag.        |
| 10 gen.      | 0-1          | Pisa-Sampdoria    | 0-0           | 8 mag.        |
| 10 gen.      | 1-1          | Roma-Torino       | 0-2           | 8 mag.        |

| andata (13ª) | andata (13ª) | 13ª giornata    | ritorno (28ª) | ritorno (28ª) |
|              |              |                 |               |               |
| 3 gen.       | 1-1          | Avellino-Ascoli | 0-2           | 1° mag.       |
| 3 gen.       | 1-1          | Cesena-Pisa     | 0-1           | 1° mag.       |
| 3 gen.       | 1-0          | Fiorentina-Roma | 1-2           | 1° mag.       |
| 3 gen.       | 4-1          | Milan-Napoli    | 3-2           | 1° mag.       |
| 3 gen.       | 2-0          | Pescara-Como    | 1-2           | 1° mag.       |
| 3 gen.       | 1-1          | Sampdoria-Inter | 1-3           | 1° mag.       |
| 3 gen.       | 2-2          | Torino-Juventus | 1-2           | 1° mag.       |
| 3 gen.       | 1-0          | Verona-Empoli   | 0-1           | 1° mag.       |

| andata (14ª) | andata (14ª) | 14ª giornata      | ritorno (29ª) | ritorno (29ª) |
|              |              |                   |               |               |
| 10 gen.      | 2-1          | Ascoli-Pescara    | 0-0           | 8 mag.        |
| 10 gen.      | 1-1          | Como-Verona       | 1-0           | 8 mag.        |
| 10 gen.      | 0-0          | Empoli-Avellino   | 0-1           | 8 mag.        |
| 10 gen.      | 2-0          | Inter-Cesena      | 2-2           | 8 mag.        |
| 10 gen.      | 0-1          | Juventus-Milan    | 0-0           | 8 mag.        |
| 10 gen.      | 4-0          | Napoli-Fiorentina | 2-3           | 8 mag.        |
| 10 gen.      | 0-1          | Pisa-Sampdoria    | 0-0           | 8 mag.        |
| 10 gen.      | 1-1          | Roma-Torino       | 0-2           | 8 mag.        |

| \| andata (15ª) \| andata (15ª) \| 15ª giornata \| ritorno (30ª) \| ritorno (30ª) \| \| \| \| \| \| \| \| 17 gen. \| 1-3 \| Avellino-Inter \| 1-1 \| 15 mag. \| \| 17 gen. \| 1-0 \| Cesena-Ascoli \| 0-0 \| 15 mag. \| \| 17 gen. \| 1-1 \| Fiorentina-Juventus \| 2-1 \| 15 mag. \| \| 17 gen. \| 5-0 \| Milan-Como \| 1-1 \| 15 mag. \| \| 17 gen. \| 0-0 \| Pescara-Empoli \| 2-3 \| 15 mag. \| \| 17 gen. \| 0-1 \| Sampdoria-Napoli \| 2-1 \| 15 mag. \| \| 17 gen. \| 3-1 \| Torino-Pisa \| 0-2 \| 15 mag. \| \| 17 gen. \| 0-1 \| Verona-Roma \| 0-1 \| 15 mag. \| |              |                     |               |               |
| andata (15ª) | andata (15ª) | 15ª giornata        | ritorno (30ª) | ritorno (30ª) |
| |              |                     |               |               |
| 17 gen. | 1-3          | Avellino-Inter      | 1-1           | 15 mag.       |
| 17 gen. | 1-0          | Cesena-Ascoli       | 0-0           | 15 mag.       |
| 17 gen. | 1-1          | Fiorentina-Juventus | 2-1           | 15 mag.       |
| 17 gen. | 5-0          | Milan-Como          | 1-1           | 15 mag.       |
| 17 gen. | 0-0          | Pescara-Empoli      | 2-3           | 15 mag.       |
| 17 gen. | 0-1          | Sampdoria-Napoli    | 2-1           | 15 mag.       |
| 17 gen. | 3-1          | Torino-Pisa         | 0-2           | 15 mag.       |
| 17 gen. | 0-1          | Verona-Roma         | 0-1           | 15 mag.       |

| andata (15ª) | andata (15ª) | 15ª giornata        | ritorno (30ª) | ritorno (30ª) |
|              |              |                     |               |               |
| 17 gen.      | 1-3          | Avellino-Inter      | 1-1           | 15 mag.       |
| 17 gen.      | 1-0          | Cesena-Ascoli       | 0-0           | 15 mag.       |
| 17 gen.      | 1-1          | Fiorentina-Juventus | 2-1           | 15 mag.       |
| 17 gen.      | 5-0          | Milan-Como          | 1-1           | 15 mag.       |
| 17 gen.      | 0-0          | Pescara-Empoli      | 2-3           | 15 mag.       |
| 17 gen.      | 0-1          | Sampdoria-Napoli    | 2-1           | 15 mag.       |
| 17 gen.      | 3-1          | Torino-Pisa         | 0-2           | 15 mag.       |
| 17 gen.      | 0-1          | Verona-Roma         | 0-1           | 15 mag.       |

## Spareggi

### Spareggio per il 6º posto
Lo spareggio servì a determinare, fra le due formazioni a pari merito, quale avrebbe definitivamente occupato il sesto posto con la conseguente qualificazione alla Coppa UEFA 1988-1989.
|          | Risultati     |        | Luogo e data           |
| -------- | ------------- | ------ | ---------------------- |
| Juventus | 0-0 (4-2 dtr) | Torino | Torino, 23 maggio 1988 |
|          |               |        |                        |

## Statistiche

### Squadre

#### Capoliste solitarie
|    | —— | ——     | ——     | ——     | ——     | ——     | ——     | ——     | ——     | ——     | ——     | ——     | ——     | ——     | ——     | ——     | ——     | ——     | ——     | ——     | ——     | ——     | ——     | ——     | ——     | ——     | ——    | ——    | ——    | —— |  |
|    |    | Napoli | Napoli | Napoli | Napoli | Napoli | Napoli | Napoli | Napoli | Napoli | Napoli | Napoli | Napoli | Napoli | Napoli | Napoli | Napoli | Napoli | Napoli | Napoli | Napoli | Napoli | Napoli | Napoli | Napoli | Napoli | Milan | Milan | Milan |    |  |
|    |    |        |        |        |        |        |        |        |        |        |        |        |        |        |        |        |        |        |        |        |        |        |        |        |        |        |       |       |       |    |  |
|    |    |        |        |        |        |        |        |        |        |        |        |        |        |        |        |        |        |        |        |        |        |        |        |        |        |        |       |       |       |    |  |
| 1ª | 2ª | 3ª     | 4ª     | 5ª     | 6ª     | 7ª     | 8ª     | 9ª     | 10ª    | 11ª    | 12ª    | 13ª    | 14ª    | 15ª    | 16ª    | 17ª    | 18ª    | 19ª    | 20ª    | 21ª    | 22ª    | 23ª    | 24ª    | 25ª    | 26ª    | 27ª    | 28ª   | 29ª   | 30ª   |    |  |

#### Classifica in divenire
|            | 1ª | 2ª | 3ª | 4ª | 5ª | 6ª | 7ª | 8ª | 9ª | 10ª | 11ª | 12ª | 13ª | 14ª | 15ª | 16ª | 17ª | 18ª | 19ª | 20ª | 21ª | 22ª | 23ª | 24ª | 25ª | 26ª | 27ª | 28ª | 29ª | 30ª |
| ---------- | -- | -- | -- | -- | -- | -- | -- | -- | -- | --- | --- | --- | --- | --- | --- | --- | --- | --- | --- | --- | --- | --- | --- | --- | --- | --- | --- | --- | --- | --- |
| Ascoli     | 1  | 1  | 3  | 3  | 5  | 5  | 6  | 7  | 8  | 8   | 8   | 10  | 11  | 13  | 13  | 13  | 13  | 13  | 14  | 14  | 15  | 15  | 17  | 18  | 19  | 20  | 20  | 22  | 23  | 24  |
| Avellino   | 2  | 2  | 2  | 2  | 2  | 3  | 3  | 3  | 3  | 4   | 4   | 5   | 6   | 7   | 7   | 8   | 10  | 11  | 11  | 12  | 13  | 15  | 15  | 16  | 17  | 18  | 20  | 20  | 22  | 23  |
| Cesena     | 0  | 0  | 1  | 1  | 2  | 3  | 3  | 5  | 7  | 9   | 11  | 12  | 13  | 13  | 15  | 15  | 16  | 16  | 16  | 17  | 18  | 20  | 20  | 21  | 23  | 23  | 24  | 24  | 25  | 26  |
| Como       | 0  | 0  | 1  | 1  | 2  | 4  | 4  | 5  | 7  | 8   | 8   | 9   | 9   | 10  | 10  | 11  | 11  | 13  | 13  | 14  | 15  | 15  | 15  | 16  | 17  | 19  | 20  | 22  | 24  | 25  |
| Empoli     | -5 | -3 | -3 | -2 | -2 | -2 | -2 | 0  | 0  | 1   | 3   | 4   | 4   | 5   | 6   | 7   | 7   | 8   | 9   | 11  | 12  | 13  | 13  | 14  | 14  | 15  | 16  | 18  | 18  | 20  |
| Fiorentina | 1  | 3  | 4  | 5  | 7  | 7  | 9  | 9  | 10 | 10  | 10  | 10  | 12  | 12  | 13  | 13  | 14  | 14  | 15  | 16  | 18  | 19  | 21  | 21  | 22  | 22  | 24  | 24  | 26  | 28  |
| Inter      | 0  | 2  | 4  | 5  | 6  | 8  | 8  | 9  | 9  | 10  | 12  | 12  | 13  | 15  | 17  | 18  | 20  | 21  | 21  | 22  | 22  | 24  | 24  | 26  | 26  | 28  | 28  | 30  | 31  | 32  |
| Juventus   | 2  | 2  | 4  | 4  | 6  | 6  | 8  | 10 | 10 | 12  | 12  | 13  | 14  | 14  | 15  | 16  | 18  | 18  | 19  | 19  | 21  | 21  | 23  | 24  | 25  | 27  | 28  | 30  | 31  | 31  |
| Milan      | 2  | 2  | 3  | 5  | 6  | 8  | 9  | 11 | 13 | 14  | 14  | 16  | 18  | 20  | 22  | 24  | 25  | 27  | 28  | 30  | 31  | 32  | 34  | 35  | 37  | 39  | 41  | 43  | 44  | 45  |
| Napoli     | 2  | 4  | 6  | 8  | 10 | 11 | 13 | 14 | 16 | 17  | 19  | 21  | 21  | 23  | 25  | 27  | 29  | 31  | 33  | 35  | 35  | 36  | 38  | 39  | 41  | 41  | 42  | 42  | 42  | 42  |
| Pescara    | 2  | 4  | 4  | 6  | 6  | 7  | 7  | 7  | 7  | 8   | 10  | 10  | 12  | 12  | 13  | 14  | 14  | 16  | 18  | 18  | 18  | 19  | 19  | 21  | 21  | 22  | 23  | 23  | 24  | 24  |
| Pisa       | 0  | 0  | 0  | 0  | 1  | 3  | 5  | 5  | 6  | 8   | 9   | 10  | 11  | 11  | 11  | 11  | 13  | 13  | 14  | 15  | 16  | 16  | 16  | 17  | 18  | 19  | 19  | 21  | 22  | 24  |
| Roma       | 1  | 3  | 5  | 7  | 7  | 8  | 10 | 10 | 12 | 13  | 15  | 17  | 17  | 18  | 20  | 22  | 23  | 24  | 25  | 27  | 29  | 31  | 33  | 33  | 33  | 33  | 34  | 36  | 36  | 38  |
| Sampdoria  | 2  | 2  | 4  | 6  | 7  | 8  | 10 | 12 | 13 | 14  | 16  | 17  | 18  | 20  | 20  | 21  | 22  | 22  | 24  | 24  | 26  | 26  | 28  | 30  | 32  | 33  | 34  | 34  | 35  | 37  |
| Torino     | 0  | 2  | 2  | 3  | 4  | 6  | 7  | 8  | 8  | 9   | 9   | 10  | 11  | 12  | 14  | 15  | 16  | 18  | 20  | 21  | 21  | 22  | 24  | 25  | 27  | 28  | 29  | 29  | 31  | 31  |
| Verona     | 1  | 3  | 3  | 5  | 6  | 6  | 7  | 8  | 10 | 10  | 11  | 11  | 13  | 14  | 14  | 16  | 16  | 18  | 19  | 20  | 21  | 23  | 23  | 23  | 23  | 24  | 25  | 25  | 25  | 25  |

#### Primati stagionali
Squadre
- Maggior numero di partite vinte: 18 (Napoli)
- Minor numero di partite perse: 2 (Milan)
- Massimo dei pareggi: 15 (Torino)
- Minor numero di partite vinte: 5 (Avellino)
- Maggior numero di partite perse: 14 (Pescara)
- Minimo dei pareggi: 6 (Napoli)
- Miglior attacco: 55 (Napoli)
- Miglior difesa: 14 (Milan)
- Miglior differenza reti: 29 (Milan)
- Peggior attacco: 19 (Avellino)
- Peggior difesa: 44 (Pescara)
- Peggior differenza reti: −20 (Pescara)

Partite
- più gol: (6)

Inter-Roma 4-2
Napoli-Pescara 6-0
Roma-Pescara 5-1
- Maggior scarto di reti (6):

Napoli-Pescara 6-0 (6)

### Individuali

#### Classifica marcatori
| Gol | Rigori |  | Giocatore              | Squadra   |
| --- | ------ |  | ---------------------- | --------- |
| 15  | 4      |  | Diego Armando Maradona | Napoli    |
| 13  |        |  | Careca                 | Napoli    |
| 11  | 3      |  | Giuseppe Giannini      | Roma      |
| 11  |        |  | Pietro Paolo Virdis    | Milan     |
| 10  |        |  | Gianluca Vialli        | Sampdoria |
| 9   | 3      |  | Alessandro Altobelli   | Inter     |
| 9   |        |  | Ruud Gullit            | Milan     |
| 9   |        |  | Anton Polster          | Torino    |
| 9   | 3      |  | Walter Schachner       | Avellino  |
| 8   | 4      |  | Enrico Cucchi          | Empoli    |
| 8   |        |  | Bruno Giordano         | Napoli    |
| 8   | 3      |  | Blaž Slišković         | Pescara   |

### Media spettatori
Media spettatori della Serie A 1987-88: 30.621
| Club       | Pos. | Media  |
| ---------- | ---- | ------ |
| Napoli     | 1    | 73.738 |
| Milan      | 2    | 73.284 |
| Inter      | 3    | 47.812 |
| Roma       | 4    | 42.755 |
| Juventus   | 5    | 33.081 |
| Fiorentina | 6    | 31.315 |
| Torino     | 7    | 29.053 |
| Verona     | 8    | 26.810 |
| Pescara    | 9    | 23.238 |
| Avellino   | 10   | 20.328 |
| Cesena     | 11   | 17.632 |
| Sampdoria  | 12   | 17.586 |
| Pisa       | 13   | 16.383 |
| Ascoli     | 14   | 15.085 |
| Como       | 15   | 11.119 |
| Empoli     | 16   | 10.916 |